# 대통령 선거
대통령 선거(大統領選擧)는 공식 직함이 대통령인 국가원수를 선출하는 선거이다.

## 대통령 선거를 하는 방법
일반적으로 직접선거나 간접선거로 진행된다. 직접선거는 유권자인 국민이 직접  대통령을 선출하는 대통령 선거이며, 간접선거는 미국과 같이, 선거인단이 대통령을 선출하는 대통령 선거 방식과 터키와 같이, 의회에서 대통령을 선출하는 대통령 선거 방식이 있다.

## 국가별 대통령 선거

### 대한민국
대한민국의 대통령은 단임제이며, 임기는 5년으로, 선거 또한 5년마다 치러지며 선거 방식은 직접 선거이다.

### 러시아
러시아의 대통령 선거는 6년마다 직접 선거 방식으로 치러진다. 러시아 최초의 대통령 선거는 1991년 소비에트 연방이 붕괴되면서 실시되었다.

### 미국
미국의 대통령 선거는 4년마다 선거인단의 간접투표에 의한 방식으로 치러진다.

### 일본
일본의 정부수반은 대통령이 아니라 '총리'라고 하므로 대통령 선거를 치루지 않는다.

### 프랑스
프랑스의 대통령 선거는 2002년부터 5년마다 치러진다.

## 국가별 대통령 선거 목록
- 기니의 대통령 선거
- 대한민국의 대통령 선거
- 러시아의 대통령 선거
- 미국 대통령 선거
- 브라질의 대통령 선거
- 우크라이나의 대통령 선거
- 이란의 대통령 선거
- 중화민국 총통 선거
- 폴란드의 대통령 선거
- 프랑스의 대통령 선거
- 핀란드의 대통령 선거

## 같이 보기
- 대통령